# King Mensah
King Mensah, né le 12 août 1971, connu sous le surnom de « La voix d'or du Togo », est un acteur et l'un des musiciens les plus populaires de la musique du Togo. Bien qu'il soit basé à Lomé, il enregistre et promeut régulièrement ses albums à Paris, et a entrepris plusieurs tournées mondiales depuis 2005. Chantant en mina, éwé et français, King Mensah fusionne des éléments de la musique traditionnelle éwé (Agbadza et Akpessé), et Kabye dance-drum music, avec du funk, du reggae et de l'afropop ouest-africain. Ses thèmes lyriques sont imprégnés de religion et d'encouragement plein d'espoir pour les orphelins et les opprimés.

## Biographie
King Mensah naît d'un père togolais Ayaovi Papavi Mensah et d'une mère béninoise. King Mensah a commencé à jouer dans un « ballet » de musique folklorique traditionnelle togolaise à neuf ans. Dans ses années de formation, il était membre du groupe « Les Dauphins de la Capitale» . Il a joué au début des années 1990 au théâtre Ki Yi M'Bock par Werewere Liking, une artiste camerounaise, la fondation panafricaine Ki Yi M'Bock est devenue en 2001 un centre de formation situé à Cocody. King Mensah a voyagé en Europe, au Japon, en Guyane française, en France et au Bénin comme acteur et chanteur. En 2005, Mensah a fondé au Togo une organisation philanthropique dénommée « Foundation King Mensah » vouée à la protection et à l'éducation des orphelins, dont un orphelinat à Agbodrafo, à 25 km à l'est de Lomé.

## Prix et distinctions
- 1997 : Meilleur artiste togolais ACCP de l'UNESCO
- Meilleur artiste traditionnel africain[Quand ?][évasif]
- 2000 : Kora Award
- 2000 : Meilleur artiste aux Togo Music Awards
- 2000 : Meilleur album pour Mensah, Mensah aux Togo Music Awards
- 2000 : Prix d'excellence des Togo Music Awards
- 2004 : Meilleur artiste traditionnel africain au Kora Award
- 2005 : Trophée FIATI
- 2005 : Meilleur artiste social africain[évasif]
- 2005 : Médaille d'or TAMANI
- 2006 : Trophée de l'indépendance (leader de la musique togolaise)[évasif]
- 2008 :  Officier de l'ordre du Mono[5]

## Albums
- Da (2011)
- Madjo (2011)
- Soke (2014)
- Denyigba (2019)
- Compilation (2020)
- Akpe (2012)
- Togbui (2018)
- Séssimé (1996)
- Mensah Mensah (2000)
- Edjidodo (1998)
- Elom (2002)
- Yetonam (2006)